# Dunocyathus parasiticus
Dunocyathus parasiticus är en korallart som beskrevs av Tenison Woods 1878. Dunocyathus parasiticus ingår i släktet Dunocyathus och familjen Turbinoliidae. Inga underarter finns listade i Catalogue of Life.